# Óscar Aranda
Óscar Aranda Subiela (Granada, 29 aprile 2002) è un calciatore spagnolo, attaccante del Famalicão.

## Carriera

### Club
L'8 agosto 2023 si è trasferito ai portoghesi del Famalicão con un contratto triennale.

### Nazionale
Ha giocato nella nazionale spagnola Under-17.

## Statistiche

### Presenze e reti nei club
Statistiche aggiornate al 16 maggio 2025.
| Stagione                | Squadra                 | Campionato              | Campionato | Campionato | Coppe nazionali | Coppe nazionali | Coppe nazionali | Coppe continentali | Coppe continentali | Coppe continentali | Altre coppe | Altre coppe | Altre coppe | Totale | Totale | Totale |
| Stagione                | Squadra                 | Comp                    | Pres       | Reti       | Comp            | Pres            | Reti            | Comp               | Pres               | Reti               | Comp        | Pres        | Reti        | Pres   | Reti   |        |
| ----------------------- | ----------------------- | ----------------------- | ---------- | ---------- | --------------- | --------------- | --------------- | ------------------ | ------------------ | ------------------ | ----------- | ----------- | ----------- | ------ | ------ | ------ |
| 2020-2021               | Real M. Castilla        | SDB                     | 1          | 0          | -               | -               | -               | -                  | -                  | -                  | -           | -           | -           | 1      | 0      |        |
| 2021-2022               | Real M. Castilla        | PDR                     | 28         | 7          | -               | -               | -               | -                  | -                  | -                  | -           | -           | -           | 28     | 7      |        |
| 2022-2023               | Real M. Castilla        | PF                      | 26+3       | 3          | -               | -               | -               | -                  | -                  | -                  | -           | -           | -           | 29     | 3      |        |
| Totale Real M. Castilla | Totale Real M. Castilla | Totale Real M. Castilla | 55+3       | 10         |                 | -               | -               |                    | -                  | -                  |             | -           | -           | 58     | 10     |        |
| 2023-2024               | Famalicão               | PL                      | 21         | 1          | CP+CdL          | 2+0             | 0               | -                  | -                  | -                  | -           | -           | -           | 23     | 1      |        |
| 2024-2025               | Famalicão               | PL                      | 33         | 9          | CP+CdL          | 2+0             | 0               | -                  | -                  | -                  | -           | -           | -           | 35     | 9      |        |
| Totale Famalicão        | Totale Famalicão        | Totale Famalicão        | 54         | 10         |                 | 4               | 0               |                    | -                  | -                  |             | -           | -           | 58     | 10     |        |
| Totale carriera         | Totale carriera         | Totale carriera         | 112        | 20         |                 | 4               | 0               |                    | -                  | -                  |             | -           | -           | 116    | 20     |        |

## Palmarès

### Club

#### Competizioni giovanili
- UEFA Youth League: 1

Real Madrid: 2019-2020